# Ulrich Leinweber
Ulrich Leinweber (* 20. Juni 1953 in Kassel) ist ein deutscher Dokumentarfilmer und Filmproduzent.

## Leben
Nach seinem Abitur an der Friedrich-List-Schule in seiner Heimatstadt verweigerte er den Kriegsdienst und leistete seinen Friedensdienst im Rahmen der Aktion Sühnezeichen Friedensdienste in der KZ-Gedenkstätte Stutthof bei Danzig und in der KZ-Gedenkstätte Auschwitz-Birkenau in Oświęcim. In dieser Zeit fand eine erste Zusammenarbeit mit Christoph Heubner und Volker von Törne (Herausgeber „Lagebericht“, Gedichte und Lieder 1976) statt. Sein Studium der Germanistik und Visuellen Kommunikation absolvierte er an der Universität Kassel. Parallel zum Studium folgten die ersten Dokumentarfilme mit Kommentaren von Christoph Heubner und Volker von Törne.
- Die Stationen der Lore Diener (Lebensbericht über Lore Diener, Überlebende von Auschwitz, 1974)
- Helden (Bericht über ein Treffen der Ordensgemeinschaft der Ritterkreuzträger, 1975)
- Ausflug nach Auschwitz (deutsche Touristen beim Besuch der KZ-Gedenkstätte, 1976).
- Nazis, gibts die noch? (Dokumentation über alte und neue Rechtsextremisten in der Bundesrepublik 1975/76)

## Fernsehproduktionen
Seit 1978 arbeitete er als Auftragsproduzent und Autor für das ZDF-Jugendmagazin Direkt, ab 1982 dann für das ZDF-Jugendmagazin Schüler-Express. 1988 wirkte er mit der Moderatorin Sabine Sauer als Autor und Auftragsproduzent für das ZDF-VIPmagazin Showfenster mit, bevor er von 1992 bis 1994 als Autor und Produzent von Beiträgen für das Boulevardmagazin Explosiv bei RTL-Deutschland, unter der Leitung von Barbara Eligmann, tätig war.

## Dokumentarfilme
Der thematische Schwerpunkt der freien Filmarbeiten liegt bei der Dokumentation von Gewaltphänomenen. Beispiele sind die Filme Die sind eben so – Nordkurve und Jung und Böse. In Zusammenarbeit mit der Landeszentrale für politische Bildung Nordrhein-Westfalen, die seit 1978 den Verleih an Schulen und Bildungseinrichtung übernommen hat, entstanden seit 1992 Dokumentationen zu den Themen Schlüsselqualifikation, Werte und Religionen. 2005 und 2007 folgten die multimedialen Projekte Blauer Stuhl 1 und Blauer Stuhl 2.

## Multimediale Projekte im Internet
Seit 2005 Einbindung von Dokumentarfilmclips in interaktive Internetplattformen:
- Erfahrung-in-Arbeit und Mein Job Profil: Erwerbsbiografien zur Vermittlung von Arbeitssuchenden
- Der Blaue Stuhl: dokumentarische Meinungs- und Stimmungsbilder zu Werten, Religionen und Europa
- Jahreszeitengedichte: Gedichts- und Kulturprojekt für Grundschulkinder

## Filmografie (Auswahl)
- 1974: Die Stationen der Lore Diener – Porträt einer deutschen Auschwitzüberlebenden, zusammen mit Christoph Heubner und Christine Fischer-Defoy
- 1975: Helden – Dokumentation über ein Treffen von Ritterkreuzträgern
- 1975/1976: Nazis, gibt’s die noch – Dokumentation über Aktionen von neuen und alten Rechtsextremisten
- 1976: Ausflug nach Auschwitz – Deutsche Touristen in der Gedenkstätte des KZ-Auschwitz, zusammen mit Volker von Törne und Christoph Heubner
- 1977: Reichstag, ich bereue nichts – Porträt des Rechtsextremisten Manfred Roeder
- 1979: Wundertüten gibt es immer wieder – Wundertüten mit Wehrmachts- und Nazibildern
- 1980: Peepshow, eine Gesellschaft mit beschränkter Haftung
- 1982: Kein Land in Sicht – Jugendliche Rechtsradikale in Selbstzeugnissen
- 1982: Die sind eben so – Rechtskurve - Hooligans des FC Schalke 04 und der Borussenfront[1]
- 1989: S.O.S – Geister aus dem Jenseits-Porträts von Esoterikern und Geistheilern
- 1991: Das Frauen KZ am Supermarkt – Das Supermarktprojekt auf dem Gelände des ehemaligen Frauenkonzentrationslager Ravensbrück
- 1993: Jung und Böse – Die Lust an der Gewalt
- 1994: !Familienglück? Familie zwischen Traum und Albtraum
- 1997: Einmal Nazis, immer Nazis – Was wird aus jugendlichen Neonazi, wenn sie erwachsen werden[2]
- 2001: Tugenden-, Soziale Schlüsselqualifikation im Beruf[3]
- 2001: Angst haben, Angst machen – Gewalt und Angst auf Straßen und Plätzen
- 2002: Glatzen, Marken und Tatoos – Rechter Jugendkult in ihren Symbolen[4]
- 2004: Nazis von gestern, im Netz von heute – Wie Neonazis das Internet nutzen
- 2005: Russisch. Deutsch. Land – Die Geschichte der Integration von Russlanddeutschen[5]
- 2005: Der Blaue Stuhl – Zukunft – Wie Jugendliche 2005 das Jahr 2010 sehen – zur Agenda 20.10
- 2007: Der Blaue Stuhl-Werte, Religionen, Europa[6]
- 2022: Angekommen?![7]
- 2024: 2024 Sind die immer noch so? Update des Films  Die sind eben so -Rechtskurve von 1982 8

## Auszeichnungen
- Silberne Drache, Internationale Kurzfilmfestival Krakau für „Helden“ 1977
- Sonderpreis, Internationale Kurzfilmfestival Krakau für „Reichstag-ich bereue nichts“ 1978
- Sonderpreis Internationales Leipziger Festival für Dokumentar- und Animationsfilm für „Wundertüten gibt es immer wieder“ 1978
- Ehrendiplom Leipziger Dokumentarfilmfestival für „Rechtskurve - Die sind eben so“ 1983
- Prix Jeunesse für „Jugendstil“ ZDF-Jugendmagazin-Direkt 1982
- Commenius-EduMedia-Siegel für „Der Blaue Stuhl2, Europa, Werte, Religion“ 2007